# Mathon (Muntogna da Schons)
Mathon (rm. Maton) – miejscowość w gminie Muntogna da Schons w Szwajcarii, w kantonie Gryzonia, w regionie Viamala. Do 31 grudnia 2020 samodzielna gmina.